# برونو آمیونه
برونو آمیونه (انگلیسی: Bruno Amione؛ زادهٔ ۳ ژانویهٔ ۲۰۰۲) بازیکن فوتبال اهل آرژانتین است.
از باشگاه‌هایی که در آن بازی کرده‌است می‌توان به باشگاه فوتبال هلاس ورونا اشاره کرد.
وی همچنین در تیم‌های ملی فوتبال Argentina national under-16 football team و Argentina national under-17 football team بازی کرده‌است.